# Lisa Nowak
Lisa Marie Nowak (* 10. Mai 1963 als Lisa Marie Caputo in Washington, D.C.) ist eine ehemalige US-amerikanische Astronautin. In der Öffentlichkeit erregte sie großes Aufsehen, als sie sieben Monate nach ihrem ersten und einzigen Raumflug wegen einer mutmaßlichen Verwicklung in ein Eifersuchtsdrama festgenommen wurde. Einen Monat später wurde sie von der NASA aus der Astronautengruppe ausgeschlossen.

## Ausbildung
Nowak verließ 1981 die Charles W. Woodward High School in Rockville (Maryland). Sie entschied sich, Luft- und Raumfahrttechnik zu studieren. Zunächst an der US-Marineakademie in Annapolis (Maryland), die ihr im Mai 1985 den Bachelor-Grad verlieh.
Nach der Abschlussprüfung an der Naval Academy arbeitete Nowak ein halbes Jahr am Johnson Space Center (JSC) in Texas, bevor sie die Flugschule besuchte. Zwischen Juni und November 1985 arbeitete sie als Technikerin für die Shuttle Training Aircraft Branch auf dem zum JSC gehörenden Flugplatz Ellington. Am Naval Aviation Schools Command (NASC) in Pensacola (Florida) wurde sie dann eineinhalb Jahre als Naval Flight Officer ausgebildet. Im Juni 1987 ging sie vom NASC ab und lernte elektronische Kriegführung an der Electronic Warfare School in Corry Station (Florida), bevor sie nach Kalifornien ging. Einer weiteren Flugschulung auf der Naval Air Station Lemoore, 65 Kilometer südlich von Fresno gelegen, folgte die Versetzung zu einem Geschwader für elektronische Kriegführung auf der Naval Air Station Point Mugu. Als ausgewiesene Spezialistin in elektronischer Kriegführung nahm sie 1990 ihr Studium wieder auf.
Mit einem Master in Luftfahrt- und einem Diplom in Raumfahrttechnik ging Nowak 1992 von der Naval Postgraduate School (NPS) im kalifornischen Monterey ab und zog wieder an die Ostküste der USA. Sie kam an die Naval Test Pilot School (NTPS) in Patuxent River (Maryland) und arbeitete ein Jahr lang in der Abteilung für Systemtechnik. Anschließend besuchte sie einen Aufbaukurs in Luftfahrttechnik, den sie im Juni 1994 erfolgreich beendete. Danach arbeitete sie in verschiedenen Abteilungen der NTPS, bis sie zum Naval Air Systems Command wechselte. Als Systemtechnikerin war sie in Arlington County (Virginia) unter anderem mit der Entwicklung neuer Instrumente für das Kampfflugzeug F/A-18 „Hornet“ beschäftigt.

## Astronautentätigkeit
Lisa Nowak kam mit der 16. Astronautengruppe zur NASA. Nowak zählte zu den insgesamt 2.432 Anwärtern, die den formalen Auswahlkriterien entsprachen. Daraus gingen 123 Finalisten hervor, die zwischen Oktober 1995 und Februar 1996 das JSC in Houston besuchten, um Bewerbungsgespräche zu führen und medizinisch untersucht zu werden. Nowak stellte sich mit der zweiten Finalistengruppe Anfang November 1995 der Auswahlkommission vor.
Der überproportionale Umfang des Jahrgangs 1996 könnte auf eine interne NASA-Studie zurückzuführen sein, die im Jahr zuvor mit dem Ziel in Auftrag gegeben worden war, herauszufinden, ob die Behörde nicht mit weniger Astronauten auskommen könne. Das überraschende Ergebnis war, dass das Astronautenbüro mit seinen damals knapp über 90 aktiven Raumfahrern unterbesetzt war. Für die Aufbauphase der Internationalen Raumstation (ISS) würden zwischen 120 und 130 Astronauten benötigt. Danach, so die Studie, könne das Personal dann wieder abgebaut werden.
Mitte August 1996 begann Nowak zusammen mit den 43 anderen Bewerbern (10 Piloten, 25 Missionsspezialisten und 9 internationalen Anwärtern) die zweijährige Grundausbildung. Nach ihrem Basistraining zur Missionsspezialistin wurde sie in der Missionsplanungsabteilung des Astronautenbüros eingesetzt. Ab 2000 arbeitete sie als Verbindungssprecherin.
Im Dezember 2002 wurde Lisa Nowak erstmals für einen Space-Shuttle-Flug aufgestellt: Sie sollte mit Kommandant Scott Kelly, Pilot Charles Hobaugh, sowie den Missionsspezialisten Dave Williams, Scott Parazynski und Barbara Morgan an Bord von STS-118 im November 2003 zur Raumstation fliegen. Da STS-118 wegen des Columbia-Absturzes im Februar 2003 auf zunächst unbestimmte Zeit verschoben wurde, entschied sich die NASA, Nowak von dieser Crew abzuziehen und neu zu besetzen.
Im November 2004 wurde sie der Besatzung von STS-121 zugeteilt. Die Mission wurde nach mehreren Verschiebungen im Juli 2006 durchgeführt. Hauptaufgaben waren zum einen nachzuweisen, dass die nach STS-107 und STS-114 angegangenen Verbesserungen am Space Shuttle funktionieren, und zum anderen, die ISS mit Gütern zu versorgen und deren zweiköpfige Besatzung durch einen Astronauten zu verstärken. Damit arbeiteten seit der ISS-Expedition 6 wieder drei Raumfahrer auf der Station. Außerdem führte die Shuttle-Crew drei Außenbordarbeiten durch, bevor der Flug nach zwei Wochen zu Ende ging. Zusammen mit ihrer Kollegin Stephanie Wilson war sie bei diesem Flug für alle Arbeiten mit den Roboterarmen verantwortlich.
Lisa Nowak und ihr Mann Richard haben drei Kinder.

## Verhaftung und Karriere nach der NASA
Nowak wurde am 5. Februar 2007 in Orlando (Florida) festgenommen. Der Vorwurf lautete auf versuchte Entführung und tätlichen Angriff auf USAF-Captain Colleen Shipman. Nowaks Motiv lag im Dunkeln. Nach Polizeiangaben wurde vermutet, dass Eifersucht auf den weiblichen Offizier eine Rolle gespielt haben könnte. Ebenso wie sie soll Shipman eine Beziehung zu dem Astronauten William Oefelein gehabt haben.
Nach einer NASA-Pressemitteilung vom 6. Februar 2007 war Nowak zunächst für 30 Tage beurlaubt.
Nowak wurde am 2. März 2007 wegen versuchter Entführung, bewaffneten Diebstahls und Körperverletzung angeklagt. Von einer Anklage wegen versuchten Mordes sahen die Staatsanwälte ab.
Die NASA gab am 7. März 2007 bekannt, dass man nicht über die administrativen Mittel verfüge, diesen Fall zu handhaben, da Nowak keine zivile Angestellte sei, sondern eine Marineoffizierin. Man sei mit der
US-Marine übereingekommen, die Abordnung von Nowak zur NASA zum 8. März 2007 zu beenden. Ihren nächsten Auftrag werde sie dann wieder bei der Marine übernehmen. Die NASA betonte jedoch, dass diese Entscheidung keine Aussage zu dem gegen Nowak laufenden Strafverfahren darstelle.
Nowak wurde 2009 zu einer Haftstrafe von einem Jahr auf Bewährung verurteilt. Nach ihrer Entlassung aus dem Astronautenkorps war sie zunächst auf der Naval Air Training station in Corpus Christi, Texas tätig. 2011 wurde ihre nicht ehrenhafte („other than honorable“) Entlassung aus der Marine zum 1. September 2011 angeordnet. Am 28. Juli 2011 erklärte Staatssekretär der Navy Juan M. Garcia III, dass Nowak vom Captain zum Commander a. D. degradiert wurde.